# Club Deportivo Platense
El Club Deportivo Platense es un equipo de Primera División de El Salvador, con sede en Zacatecoluca, La Paz. Actualmente juega en la Primera División de El Salvador.

## Historia

### Inicios y Época Dorada
Fue fundado el 1 de mayo del año 1950 en la Ciudad de Zacatecoluca, ubicada en la departamento de La Paz y es uno de tres equipos en la historia del fútbol salvadoreño en ganar el título de la máxima categoría en su primer año en la misma en 1975, así como lo han logrado el Águila en 1959 y el Vista Hermosa en 2005.
También es el único equipo de El Salvador en haber ganado la desaparecida Copa Fraternidad Centroamericana, la cual ganaron en el año 1975. Es también el único club de fútbol de La Paz en haber ganado el título de la Primera División de El Salvador.
Llegó hasta semifinales de la Primera División de El Salvador nuevamente en la Liga 1976-77, donde fue eliminado por Once Municipal. Durante los siguientes años no logró estar dentro de los 4 mejores y su nivel fue decayendo hasta que en la Temporada 1980-81 descendió a la Liga de Ascenso o Segunda División, tratando desde entonces sin éxito volver a Primera División, llegando incluso a descender hasta Tercera División por un corto tiempo, regresando a la Liga de Ascenso en el año 2003, manteniéndose sin mucho protagonismo.

### Resurgimiento en Segunda División

#### Seis finales consecutivas para regresar a Primera División
En el año 2018 comenzó una nueva era de una intensa lucha para Platense, en la Temporada 2018/2019 alcanzó llegar hasta las finales del Torneo Apertura y del Torneo Clausura, perdiendo en penales ambas finales contra el Vencedor y el San Pablo Municipal respectivamente, obteniendo 2 subcampeonatos consecutivos.
Durante el Torneo Apertura de la temporada 2019/2020 alcanzó la final por tercera vez consecutiva, logrando por fin el campeonato de Segunda División y medio boleto del tan ansiado ascenso al vencer al Racing de Armenia a doble partido, sin embargo, debido a la Pandemia de COVID-19 el torneo Clausura 2019/2020 fue suspendido estando el club con mayor cantidad de puntos que el resto de equipos, sin conseguir así el ascenso a Primera ya que se suspendieron tanto los ascensos como los descensos.
La siguiente temporada el sueño de los galleros siguió intacto, logrando el Campeonato del torneo Apertura 2020/2021 ganando en los tiros desde el manchón penal contra el Destroyer al haber empatado 1-1 al final de lo reglamentario, en su cuarta final consecutiva, consiguiendo medio boleto para lograr el ascenso a primera. 
El 13 de junio de 2021 en el Clausura 2021 su quinta final consecutiva para conseguir el otro medio boleto nuevamente con Destroyer, finalizando 3-3 llevándose el partido a la prórroga y nuevamente a los tiros desde el manchón penal, tanda que ganaría el equipo "portuario" obteniendo el otro medio boleto, por lo que se jugaría un partido adicional para definir el equipo que ascendería a Primera División.

#### Ascenso a Primera tras 41 años
El 20 de junio de 2021 jugó la "finalísima"  de Liga de Ascenso una vez contra el Destroyer; esta sería la sexta final consecutiva para C.D. Platense, lograría vencer 2-1, marcador que desató la euforia en la hinchada "plateada", a todo el equipo, por haber cumplido un sueño que llevaba más de 40 años y que habían luchado tras seis finales consecutivas en los últimos tres años: regresar a la Primera División de El Salvador.

### Etapa en Primera: Séptima final consecutiva
Después de 40 años, Club Deportivo Platense ha vuelto a Primera División, con un sexto lugar en la Temporada Regular, clasifica a cuartos de final, eliminando contra todo pronóstico a Club Deportivo Luis Ángel Firpo, para enfrentarse posteriormente a Asociación Deportiva Chalatenango en semifinales, logrando, gracias a un empate en Chalatenango y una victoria en Zacatecoluca, clasificar a la Gran Final de Primera División emulando parte de la gesta conseguida en 1975, de llegar a la final siendo el equipo recién ascendido, final que disputó el domingo 19 de diciembre de 2021 contra el Alianza F.C.; después de un partido bastante parejo, Club Deportivo Platense no pudo repetir la hazaña de 1975, quedándose con el subcampeonato al finalizar los 90 minutos con el marcador de 2-1 que favoreció a su rival. A pesar de la derrota el equipo se ganó el reconocimiento de propios y extraños por el buen futbol mostrado en la final y en todo el torneo.

#### Liga Concacaf 2022
El subcampeonato en el Apertura 2021 y los resultados del torneo Clausura 2022, le dieron la clasificación la fase preliminar de la última Liga CONCACAF, sin embargo, no pudo ganarle a Verdes FC de Belice, quedando eliminado por la regla del gol visitante al empatar 0-0 en Belmopán y 2-2 en el Estadio Cuscatlán.

## Estadio
Es un estadio de usos múltiples en Zacatecoluca y posee capacidad para 6200 personas. Posee césped natural.

## Rivalidades
El principal rival del club había sido el Tehuacán, estando separados apenas 11 kilómetro entre sí. Su último enfrentamiento acabó 3-0 a favor del Platense, Sin embargo, el equipo vicentino desapareció en el año 2008.. 
Otra rivalidad es con el Independiente de San Vicente, donde tuvieron duros enfrentamientos en Primera División en su anterior etapa, como en Segunda Categoría.

## Palmarés

### Torneos Nacionales (1)
| Competición nacional   | Títulos                          | Subcampeonatos                          |
| Primera División(1/1)  | 1974-75                          | Apertura 2021                           |
| Segunda División (2/4) | Apertura 2019 y Apertura 2020-21 | 1972-73, Ap. 2018, Cl. 2019 y Cl. 2021. |
| Tercera División (2)   | 1972/73, 2002/03                 |                                         |
| ---------------------- | -------------------------------- | --------------------------------------- |

### Torneos Internacionales (1)
| Competición nacional                 | Títulos | Subcampeonatos |
| Copa Fraternidad Centroamericana (1) | 1975    |                |
| ------------------------------------ | ------- | -------------- |

## Jugadores

### Jugadores destacados
| - Fernando Montero - Gualberto Fernández - Mauricio Ernesto González - Salvador Mariona - Saturnino Osorio - Jorge Alfredo Vásquez - Rafael Búcaro - Manuel Cañadas - Guillermo Ragazzone | - Salvador Flamenco - Oscar Gustavo Guerrero - Jorge Peralta - Albert Fay - Armando Melgar - Jaime Portillo - Rafael Burgos - David Pinho Luis Cesar Condomi Argentina |